# 애국부인전
애국부인전(愛國夫人傳)은 장지연이 ‘슝양산인’이라는 필명으로 1907년에 번역하여 발표한 소설이다. 잔 다르크를 여걸로 묘사한 이야기이다.

## 시대 상황
1905년에 러일 전쟁에서 승리한 일본은 대한제국과 을사보호조약을 체결하여 외교권을 박탈하고 통감부를 설치하였다. 장지연은 을사조약을 규탄하는 사설 《시일야방성대곡》을 《황성신문》에 실어 투옥되기도 하였다. 장지연은 이러한 시점에 애국의 메시지를 대중에게 알리는 동시에 민족의식을 고취시키기 위하여 《애국부인전》을 발표하였다.

## 등장인물
- 잔다르크